# Федеральное министерство окружающей среды, охраны природы и ядерной безопасности
Федеральное министерство окружающей среды, охраны климата, охраны природы и ядерной безопасности (нем. Bundesministerium für Umwelt, Klimaschutz, Naturschutz und nukleare Sicherheit, BMUKN) — одно из министерств Германии. Основано 6 июня 1986 года из отделов министерства внутренних дел, сельского хозяйства и здравоохранения.

## Организация
Министерством руководят министр, а также два парламентских государственных секретаря — членов правительства в статусе заместителя министра, зависящих от смены правительства, и один карьерный государственный секретарь, являющийся государственным служащим и не зависящий от правительства. Министерство состоит из следующих отделов:
- Отдел Z: центральный аппарат, финансы, структурные вопросы;
- Отдел G: основные вопросы охраны окружающей среды, строительства и градостроительной политики;
- Отдел CI: международная и европейская политика в области изменения климата;
- Отдел WR: управление водными ресурсами, защита ресурсов;
- Отдел N: сохранение и устойчивое использование природных ресурсов;
- Отдел IG: окружающая среда и здоровье, борьба с загрязнением, надёжность монтажа и транспорта, химическая безопасность;
- Отдел RS: безопасность ядерных реакторов, радиационная защита, поставка ядерного топлива и утилизация радиоактивных отходов.